# Napaeus nanodes
Napaeus nanodes е вид коремоного от семейство Enidae.

## Разпространение
Видът е разпространен в Испания (Канарски острови).